# Kærsgård Strand
Kærsgård Strand ligger på begge sider af Liver Ås udløb i Skagerrak, syd for Hirtshals, ca. 10 nordvest for Hjørring. Området består af strandbred, en stribe havklitter. hvide og grønne klitter samt klithede. De højeste klittoppe når op i 12 og 15 meters højde over havniveau.
Den er en del af en fredning på i alt ca. 188 ha som blev fredet i 1962 .
Et areal på 45 ha. blev overdraget til staten i forbindelse med nedlæggelsen af fredningsplanudvalgene i 1977-78.
Kærsgård Strand ligger i et EU-habitatområde, og er en del af Natura 2000-område nr. 6 Kærsgård Strand, Vandplasken og Liver Å.

## Badeforbud
Ved Liver Å's udmunding og på en strækning 500 m mod nord er der badeforbud. Badeforbudet skyldes, at der er påvist et højt bakterietal i Åen som stammer fra mennesker og drøvtyggere. Mere eksakt menes foureningen at stamme fra Hjørring Renseanlæg og fra kvæg langs åen.
- Liver Ås udmunding i Skagerrak ved Kærsgård Strand
- Bunkers på Kjærsgaard Strand
- Klitter

## Eksterne kilder og henvisninger
1. ↑  Kærsgård Strand, Liver Å på fredninger.dk
2. ↑  Miljøstyrelsen: Badevandskort 2009, hentet 17. juli 2014

- Kærsgård Strand på Naturstyrelsens websider.

- Wikimedia Commons har flere filer relateret til Kærsgård Strand

57°31′20.93″N 9°52′35.37″Ø / 57.5224806°N 9.8764917°Ø